# Tân Lý Tây
Tân Lý Tây là một xã cũ thuộc huyện Châu Thành, tỉnh Tiền Giang, Việt Nam.

## Địa lý
Xã Tân Lý Tây nằm ở phía đông bắc huyện Châu Thành, có vị trí địa lý:
- Phía đông giáp huyện Chợ Gạo
- Phía tây giáp xã Tân Lý Đông
- Phía nam giáp thị trấn Tân Hiệp
- Phía bắc giáp xã Tân Hương.

Xã Tân Lý Tây có diện tích 4,98 km², dân số năm 2022 là 15.284 người, mật độ dân số đạt 3.069 người/km².

## Hành chính
Xã Tân Lý Tây được chia thành 3 ấp: Tân Phong, Tân Phú, Tân Thạnh.

## Lịch sử
Sau năm 1975, xã Tân Lý Tây thuộc huyện Châu Thành.
Ngày 28 tháng 9 năm 2024, Ủy ban Thường vụ Quốc hội ban hành Nghị quyết số 1202/NQ-UBTVQH15 về việc sắp xếp đơn vị hành chính cấp xã của tỉnh Tiền Giang giai đoạn 2023 – 2025 (nghị quyết có hiệu lực từ ngày 1 tháng 11 năm 2024). Theo đó, sáp nhập toàn bộ 4,98 km² diện tích tự nhiên và quy mô dân số 15.284 người của xã Tân Lý Tây vào thị trấn Tân Hiệp.